# Reifende Jugend (1933)
Reifende Jugend ist der Titel eines deutschen Spielfilms aus dem Jahr 1933. Die Literaturverfilmung nach dem Bühnenstück Die Reifeprüfung von Max Dreyer wurde am 22. September 1933 im Berliner Capitol uraufgeführt. Der Film spielt in Stralsund am damaligen Gymnasium Stralsund im ehemaligen Dominikanerkloster St. Katharinen.

## Inhalt
Drei junge Mädchen aus einer Kleinstadt entschließen sich, am Gymnasium Stralsund ihre Reifeprüfung abzulegen, da ihnen in ihrer Kleinstadt dazu die Gelegenheit fehlt. Der Schuldirektor Brodersen, der eigentlich nur Männern die höhere Bildung zubilligt, lässt die drei Mädchen dennoch an seiner Schule zu. Die Mädchen leben sich gut ein und freunden sich mit ihren männlichen Klassenkameraden schnell an.
Vor einer Prüfung überreden die Schüler die Tochter des Hausmeisters, das Lehrerzimmer nach den Prüfungsaufgaben zu durchsuchen, wobei sie erwischt wird. Knud Sengbusch, der heimlich in seine Mitschülerin Elfriede Albing verliebt ist, übernimmt die Verantwortung, obwohl er nichts von dem Vorhaben wusste. Elfriede schwärmt allerdings nur für ihren Lehrer Dr. Kerner. Der scheut aber davor zurück, ein Verhältnis mit seiner Schülerin einzugehen. Während der Reifeprüfung bei Dr. Kerner gehen Knud die Nerven durch. Direktor Brodersen reagiert jedoch in Kenntnis der heimlichen Liebe sehr zurückhaltend und gesteht Knud die Reife zu. Elfriede schafft die Prüfung ebenfalls und kann nun eine offizielle Verbindung mit Dr. Kerner eingehen.

## Bewertung
Der Jugendfilm war recht erfolgreich und wurde auch in den Vereinigten Staaten aufgeführt. Die Reichsfilmkammer stufte den Film als „besonders wertvoll“ ein. Nach dem Zweiten Weltkrieg wurde die Aufführung zunächst durch die Alliierten untersagt. Nach Gründung der Bundesrepublik Deutschland wurde er aber nicht mehr als Vorbehaltsfilm eingestuft.

## Kritiken
„Ein mit dem staatlichen Prädikat „Künstlerisch besonders wertvoll“ ausgezeichneter Unterhaltungsfilm im Dienst der 1933 erwünschten Autoritätsbejahung.“

## Produktionsnotizen
Der Standfotograf bei dieser Produktion war Alexander Schmoll. Mit Paul Mederow spielt auch ein im Drehort Stralsund geborener Schauspieler im Film.
Das zugrundeliegende Bühnenstück wurde unter demselben Titel nochmals im Jahr 1955 verfilmt (siehe Reifende Jugend (1955)).